# Archimedisches Prinzip

Schematisierter Auftrieb

Das archimedische Prinzip ist nach dem vor über 2000 Jahren lebenden griechischen Gelehrten Archimedes benannt, der als erster diesen Sachverhalt formulierte, und zwar als 16. Proposition in seinem Werk Über schwimmende Körper. Es lautet:

„Der statische Auftrieb eines Körpers in einem Medium ist genauso groß wie die Gewichtskraft des vom Körper verdrängten Mediums.“

Das archimedische Prinzip gilt in allen Fluiden, d. h. in guter Näherung in Flüssigkeiten und in Gasen. Schiffe verdrängen Wasser und erhalten dadurch Auftrieb. Da die mittlere Dichte eines Schiffes geringer als die Dichte von Wasser ist, schwimmt es an der Oberfläche. Auch Ballone und Luftschiffe machen sich diese Eigenschaft zunutze. Sie werden mit einem Gas befüllt, dessen Dichte geringer ist als die der umgebenden Luft. Diese Gase (z. B. Helium oder Wasserstoff) sind bei vielen Luftschiffen und Ballonen von Natur aus weniger dicht als Luft; in Heißluftballons und Heißluft-Luftschiffen wird die Luftfüllung mit Hilfe von Gasbrennern erwärmt, wodurch ihre Dichte abnimmt.

## Erklärung des Phänomens

Die Kraft (b) an der Unterseite (der Druck im Wasser) ist größer als die Kraft (a) an der Oberseite. Die seitlichen Kräfte (c und d) sind für den Auftrieb ohne Bedeutung

Die Kraft, die auf einen Punkt wirkt (in Flüssigkeiten oder Gasen) ist in alle Richtungen gleich groß.

In vereinfachter Sichtweise liegt die Ursache für die Auftriebskraft darin, dass der hydrostatische Druck an der Oberseite bzw. der Unterseite eines eingetauchten Körpers unterschiedlich ist. Aus diesem Druckunterschied resultieren unterschiedlich große Kräfte auf Unter- und Oberseite des eingetauchten Körpers, auf die Unterseite wirkt eine größere Kraft als auf die weiter oben befindlichen Teile der Oberfläche.

### Beispielrechnung
Im Beispiel (Bild „schematisierter Auftrieb“) gehen wir von einem Würfel mit 20 cm Kantenlänge aus. Er ist 10 cm tief unter die Wasseroberfläche eingetaucht.

#### Berechnung über Druckunterschiede
Der Druck, den 1 m Wassersäule erzeugt, beträgt {\displaystyle 9810~{\frac {\mathrm {N} }{{\mathrm {m} }^{2}}}=9810~\mathrm {Pa} }. An der Oberseite des Körpers mit {\displaystyle 0{,}1~\mathrm {m} } Wassersäule herrscht also {\displaystyle 981~\mathrm {Pa} }, an der Unterseite bei {\displaystyle 0{,}3~\mathrm {m} } Wassersäule ergibt sich {\displaystyle 2943~\mathrm {Pa} }. Der Luftdruck addiert sich zu beiden Werten und muss in der weiteren Rechnung nicht berücksichtigt werden.
Auf die untere Fläche (Bild „schematisierter Auftrieb“) {\displaystyle A_{\text{unten}}} wirkt somit die Kraft
{\displaystyle F_{\text{unten}}=2943~{\frac {\mathrm {N} }{{\mathrm {m} }^{2}}}\cdot 0{,}04\,\mathrm {m} ^{2}={\underline {117{,}72\,\mathrm {N} }}}
nach oben. Auf die obere Fläche {\displaystyle A_{\text{oben}}} wirkt dagegen die Kraft
{\displaystyle F_{\text{oben}}=981~{\frac {\mathrm {N} }{{\mathrm {m} }^{2}}}\cdot 0{,}04\,\mathrm {m} ^{2}={\underline {39{,}24\,{\rm {N}}}}}
nach unten. Die Differenz der beiden Kräfte, also der Auftrieb dieses Körpers berechnet sich also zu
{\displaystyle F_{\text{Auftrieb}}=F_{\text{unten}}-F_{\text{oben}}=117{,}72\,\mathrm {N} -39{,}24\,\mathrm {N} ={\underline {78{,}48\,\mathrm {N} }}}.

#### Berechnung mit Hilfe des archimedischen Prinzips
Nach Archimedes gilt Folgendes:
{\displaystyle F_{\text{Auftrieb}}=F_{\text{Gewicht, Fluid}}}.
Bezogen auf das Beispiel (Bild „schematisierter Auftrieb“) können wir schreiben:
{\displaystyle {\begin{aligned}F_{\text{Auftrieb}}&=V_{\mathrm {verdr{\ddot {a}}ngt} }\cdot \rho _{\text{Fluid}}\cdot g\\&=8000\,\mathrm {cm} ^{3}\cdot 1\,{\frac {g}{\mathrm {cm} ^{3}}}\cdot 9{,}81\cdot 10^{-3}\,{\frac {\mathrm {N} }{g}}\\&={\underline {78{,}48\,\mathrm {N} }}\end{aligned}}}
Dabei wurde die Dichte {\displaystyle \rho _{\text{Fluid}}} des Fluids, die Beziehung {\displaystyle \rho ={\frac {m}{V}}} zur Masse {\displaystyle m} und zum Volumen {\displaystyle V}, und der Ortsfaktor {\displaystyle g} verwendet. Wir sehen, dass beide Methoden zum selben Ergebnis führen.

### Gedankenexperiment
Folgendes Gedankenexperiment veranschaulicht die Richtigkeit des archimedischen Prinzips. Dazu stelle man sich ein ruhendes Fluid vor. Innerhalb des Fluids sei ein beliebiger Teil des Fluids markiert. Die Markierung kann man sich wie eine Art Wasserballon in einem Behälter Wasser vorstellen, nur dass die Haut dieses Wasserballons unendlich dünn und massenlos ist und eine beliebige Form annehmen kann.
Man stellt nun fest, dass der so markierte Teil des Fluids innerhalb des Fluids weder steigt noch sinkt, da sich das gesamte Fluid in Ruhe befindet – der markierte Teil schwebt sozusagen schwerelos im ihn umgebenden Fluid. Das bedeutet, dass die Auftriebskraft des markierten Fluidteils exakt sein Gewicht kompensiert. Daraus kann gefolgert werden, dass die Auftriebskraft des markierten Fluidteils genau seiner Gewichtskraft entspricht. Da die Markierung innerhalb des Fluids beliebig ist, ist somit die Richtigkeit des archimedischen Prinzips für homogene Fluide gezeigt.

### Steigen, sinken, schweben
Damit ein Körper die in der Grafik beschriebene Position beibehält, muss seine Gewichtskraft gleich der Gewichtskraft des verdrängten Wassers (78,48 N) sein. Dann heben sich alle auf den Körper wirkenden Kräfte auf und dieser kommt zum Stillstand.
Nach der Formel {\displaystyle m={\tfrac {F_{\text{Gewicht}}}{g}}} muss der Körper des Beispiels 8.000 g schwer sein. Des Weiteren hätte er nach {\displaystyle \rho ={\tfrac {m}{V}}} eine Dichte von 1 kg/dm3, also die Dichte von Wasser.
Wir können also folgende Regel formulieren:
- Wenn {\displaystyle \rho _{\mathrm {K{\ddot {o}}rper} }=\rho _{\text{Fluid}}} ist, dann schwebt der Körper.
- Wenn {\displaystyle \rho _{\mathrm {K{\ddot {o}}rper} }<\rho _{\text{Fluid}}} ist, dann steigt der Körper.
- Wenn {\displaystyle \rho _{\mathrm {K{\ddot {o}}rper} }>\rho _{\text{Fluid}}} ist, dann sinkt der Körper.

Die Körper steigen oder sinken, bis der Gewichtskraft eine betragsmäßig gleich große Kraft entgegenwirkt. Auf einen stationären Körper, der nicht auf dem Boden des Behälters aufliegt, muss daher eine Auftriebskraft einwirken, die gleich seiner eigenen Gewichtskraft ist:
{\displaystyle {\begin{aligned}F_{\text{Auftrieb}}&=F_{\text{Gewicht, Körper}}\\V_{\mathrm {eingetaucht} }\cdot \rho _{\text{Fluid}}\cdot g&=m_{\mathrm {K{\ddot {o}}rper} }\cdot g\\\end{aligned}}}
Für in der Wassersäule schwebende oder auf der Wasseroberfläche aufschwimmende Körper gilt daher:
{\displaystyle V_{\text{eingetaucht}}\cdot \rho _{\text{Fluid}}=V_{\mathrm {K{\ddot {o}}rper} }\cdot \rho _{\mathrm {K{\ddot {o}}rper} }}

## Anwendung des archimedischen Prinzips

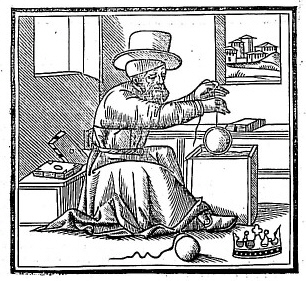
Experiment zum Beweis des archimedischen Prinzips, Illustration von 1547

Archimedes war von König Hieron II. von Syrakus beauftragt worden, herauszufinden, ob dessen Krone wie bestellt aus reinem Gold wäre oder ob das Material durch billigeres Metall gestreckt worden sei. Diese Aufgabe stellte Archimedes zunächst vor Probleme, da die Krone natürlich nicht zerstört werden durfte.
Der Überlieferung nach hatte Archimedes schließlich den rettenden Einfall, als er zum Baden in eine bis zum Rand gefüllte Wanne stieg und dabei das Wasser überlief. Er erkannte, dass die Menge Wasser, die übergelaufen war, genau seinem Körpervolumen entsprach. Angeblich lief er dann, nackt wie er war, durch die Straßen und rief „Eureka!“ („Ich habe es gefunden“).

Differenz des Auftriebs bei gleichem Gewicht aber ungleichem Volumen

Der römische Architekt Vitruv überliefert diese Geschichte wie folgt: Um die gestellte Aufgabe zu lösen, tauchte er einmal die Krone und dann einen Goldbarren, der genauso viel wog wie die Krone, in einen bis zum Rand gefüllten Wasserbehälter und maß die Menge des überlaufenden Wassers. Da die Krone mehr Wasser verdrängte als der Goldbarren und somit bei gleichem Gewicht voluminöser war, musste sie aus einem Material geringerer Dichte, also nicht aus reinem Gold, gefertigt worden sein. Aufgrund der Größe der Krone (und des Wasserbehälters) funktioniert dieses so beschriebene Messprinzip jedoch nur ungenau, weil die Absolutmessung zu viele nicht vernachlässigbare Messunsicherheiten in sich birgt. So können beim Eintauchen des Körpers Luftbläschen haften bleiben oder das Wasser läuft aufgrund der Wölbung durch die Oberflächenspannung nicht reproduzierbar am Rand des großen Behälters über. Schon Galileo Galilei vermutete deshalb 1586, dass Archimedes die Auftriebskräfte der beiden untergetauchten Körper mit Hilfe einer Balkenwaage verglich und durch diese differentielle (relative) Messung ein direktes Maß für den Anteil des billigeren Metalls in einer Goldlegierung erhielt.

## Physikalische Herleitung
Ein Körper wird vom Druck {\displaystyle p>0} belastet, welchen das umgebende Medium (Flüssigkeit oder Gas) auf seine Oberfläche ausübt. Ein betrachtetes Teilstück der Oberfläche mit dem Inhalt {\displaystyle A} sei so klein gewählt, dass es praktisch eben ist und dass in seinem Bereich der Druck {\displaystyle p} konstant ist. Der Einheitsvektor der äußeren Flächennormale der Teilfläche sei {\displaystyle {\vec {e}}_{n}}. Das Medium übt dann die Kraft
{\displaystyle {\vec {F}}_{A}=-pA{\vec {e}}_{n}}
auf das Teilstück aus. Eine Summierung dieser Kräfte über alle Teilstücke liefert die gesamte Auftriebskraft.

Zur Herleitung des archimedischen Prinzips

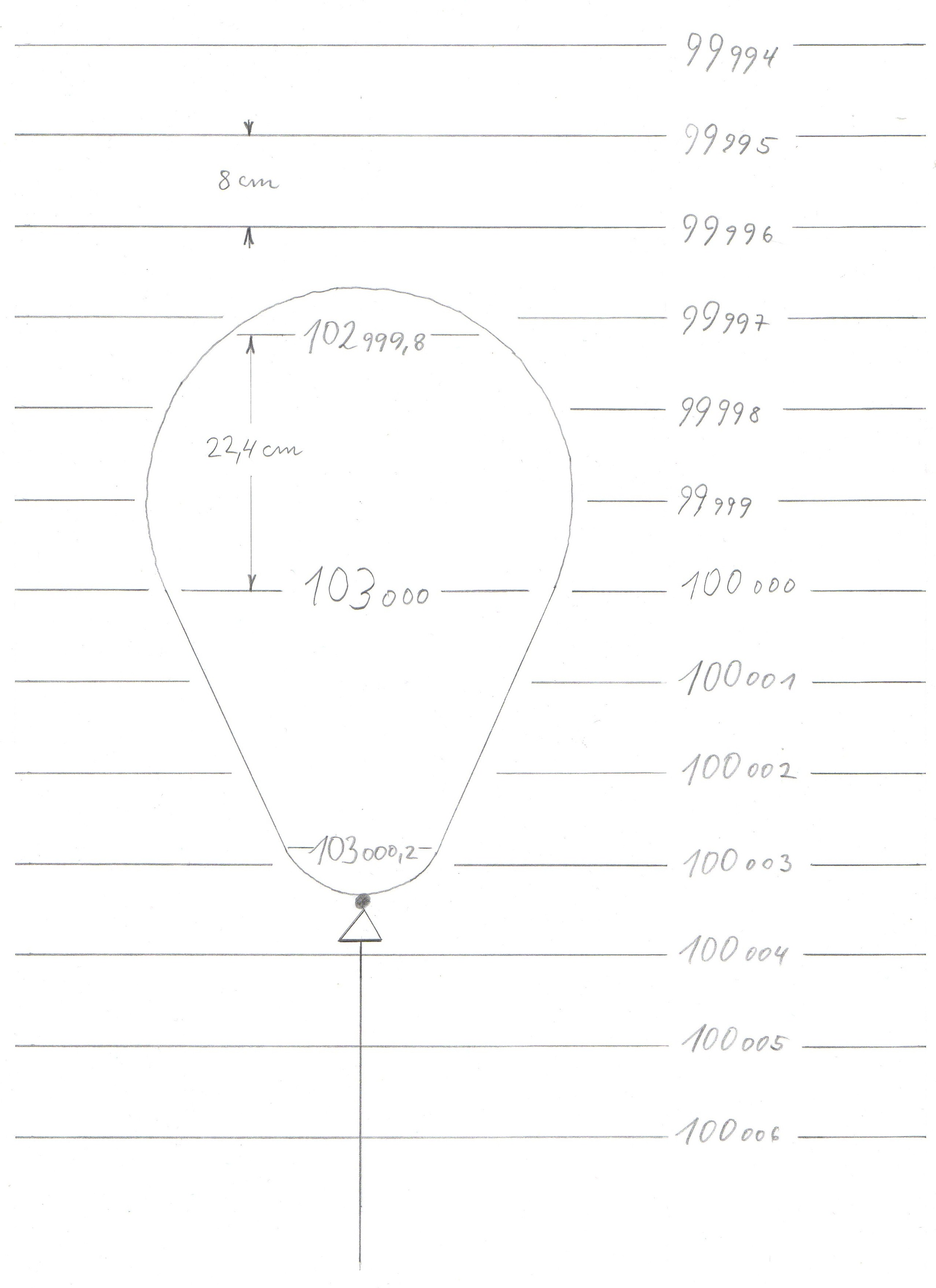
Tragkraft eines mit Wasserstoff gefüllten Gummiballons

Das archimedische Prinzip gilt nur genau dann streng, wenn das verdrängte Medium inkompressibel (nicht zusammendrückbar) ist. Für Flüssigkeiten wie z. B. Wasser ist dies gut erfüllt, daher soll im Folgenden von einem Körper ausgegangen werden, der in eine Flüssigkeit der (genau genommen von der Temperatur abhängigen) Dichte {\displaystyle \rho } eintaucht.
In der Flüssigkeit lastet auf einer waagerechten Fläche der Größe {\displaystyle A} in der Tiefe {\displaystyle z} das Gewicht einer Flüssigkeitssäule der Masse {\displaystyle m=\rho Az}. Der Druck in dieser Tiefe ist deshalb
{\displaystyle p(z)={\frac {mg}{A}}=\rho gz}.
Ein entsprechender Druckverlauf gilt bei nicht zu großen Höhendifferenzen {\displaystyle z} auch in der Luft oder anderen Gasen (d. h. die Kompressibilität fällt nicht ins Gewicht; bei großen Höhenunterschieden müsste eine veränderliche Dichte berücksichtigt werden). Deshalb gelten die folgenden Überlegungen auch für realistisch große Luftschiffe oder Ballone.
Für einfache geometrische Formen kann man die Gültigkeit des archimedischen Prinzips mit einfachen Mitteln von Hand nachrechnen. Für einen Quader mit Grundfläche {\displaystyle A} und Höhe {\displaystyle h}, der senkrecht in die Flüssigkeit eintaucht, erhält man beispielsweise:
- Kraft auf die obere Grundfläche mit der Flächennormalen {\displaystyle -{\vec {e}}_{z}}:
{\displaystyle {\vec {F}}_{\text{o}}=-p(z_{0})A(-{\vec {e}}_{z})=\rho gz_{0}A{\vec {e}}_{z}}
- Kraft auf die untere Grundfläche mit der Flächennormalen {\displaystyle {\vec {e}}_{z}}:
{\displaystyle {\vec {F}}_{\text{u}}=-p(z_{0}+h)A{\vec {e}}_{z}=-\rho g(z_{0}+h)A{\vec {e}}_{z}}
- Kräfte auf die Seitenflächen heben sich stets gegenseitig auf.
- Die gesamte Auftriebskraft ist also
{\displaystyle {\vec {F}}={\vec {F}}_{\text{o}}+{\vec {F}}_{\text{u}}=-\rho ghA{\vec {e}}_{z}=-\rho gV{\vec {e}}_{z}.}

Dabei ist {\displaystyle V} das verdrängte Volumen, also {\displaystyle \rho V} die verdrängte Masse und {\displaystyle \rho Vg} ihre Gewichtskraft. Das archimedische Prinzip ist also erfüllt. Das negative Vorzeichen entfällt, wenn die {\displaystyle z}-Achse nach oben gewählt wird.
Für einen beliebig geformten Körper {\displaystyle {\mathcal {V}}} erhält man die gesamte Auftriebskraft durch das Oberflächenintegral
{\displaystyle {\vec {F}}=-\oint _{\partial {\mathcal {V}}}p\,\mathrm {d} {\vec {A}}.}
Mit dem Integralsatz
{\displaystyle \oint _{\partial {\mathcal {V}}}p\,\mathrm {d} {\vec {A}}=\int _{\mathcal {V}}\operatorname {grad} p\,\mathrm {d} V}
und {\displaystyle \operatorname {grad} p=\rho g{\vec {e}}_{z}} folgt daraus
{\displaystyle {\vec {F}}=-\rho gV{\vec {e}}_{z}}.